# Gehrensee
Der Gehrensee ist ein 1,07 Hektar umfassender Pfuhl im Ortsteil Falkenberg des Berliner Bezirks Lichtenberg. Obwohl er „See“ im Namen trägt, entspricht der Gehrensee heute mit seiner Größe und Tiefe eher einem Pfuhl.

## Lage und Geologie

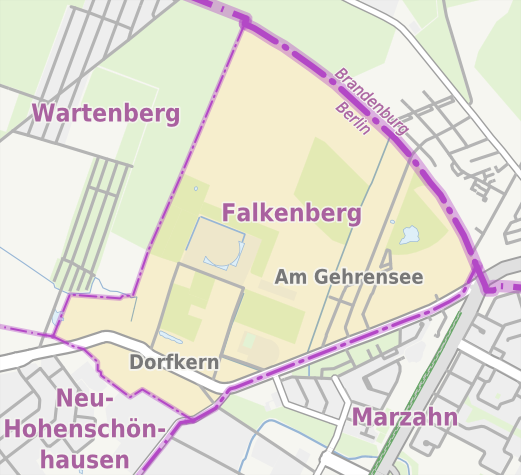

Der Gehrensee befindet sich im Nordosten Berlins im Ortsteil Falkenberg in Berlin-Lichtenberg an der Grenze zur brandenburgischen Gemeinde Ahrensfelde.
Er liegt unweit des Naturschutzgebietes Falkenberger Rieselfelder.
Der nördliche Teil des Gewässers grenzt an eine ehemalige Schmelzwasserrinne, die das Gebiet vom Berllpfuhl (manchmal auch „Berlipfuhl“) im Westen (Neu-Hohenschönhausen) bis nach Ahrensfelde im Osten durchzieht. Der Gehrensee wird vom obersten Grundwasserleiter gespeist und besitzt außerdem einen Zufluss vom Westen und einen Abfluss im Osten, der das Gebiet Richtung Wuhle entwässert. Im Sommer fällt der Gehrensee regelmäßig trocken.

## Jüngere Geschichte
Ab 1982 war der See nicht mehr für die Öffentlichkeit zugänglich. Er wurde bis
zur Ahrensfelder Chaussee großräumig mit einer Mauer und Wachtürmen umbaut, zudem zerschnitt ein Betonwall die Gräben, aus denen das Gewässer gespeist wurde. Dazu erfolgten Aufschüttungen von Bodenmaterial in Grünlandbereiche.
Das Gelände war dann bis zum Jahr 1989 eine Außenstelle des DDR-Ministeriums des Innern, das von diesem für den Strafvollzug (Arbeitsaußenlager für vorwiegend politische Häftlinge des Zuchthauses Bautzen) und für eine Kaserne der Volkspolizei genutzt wurde. Zudem unterhielt die Stasi auf dem Gelände geheime Logistikobjekte. Südlich des Gehrensees entstanden zahlreiche Gebäude und Straßen, im Norden Hundezwinger, die ringförmig um den Gehrensee angeordnet wurden.
Im Oktober 1989 wurden hier auch Demonstranten gegen das SED-Regime inhaftiert. Seit 1990 ist das Gelände wieder frei zugänglich. Die Nutzung wurde aufgegeben, schließlich zurückgebaut und die befestigten Flächen entsiegelt.

## Umgebung

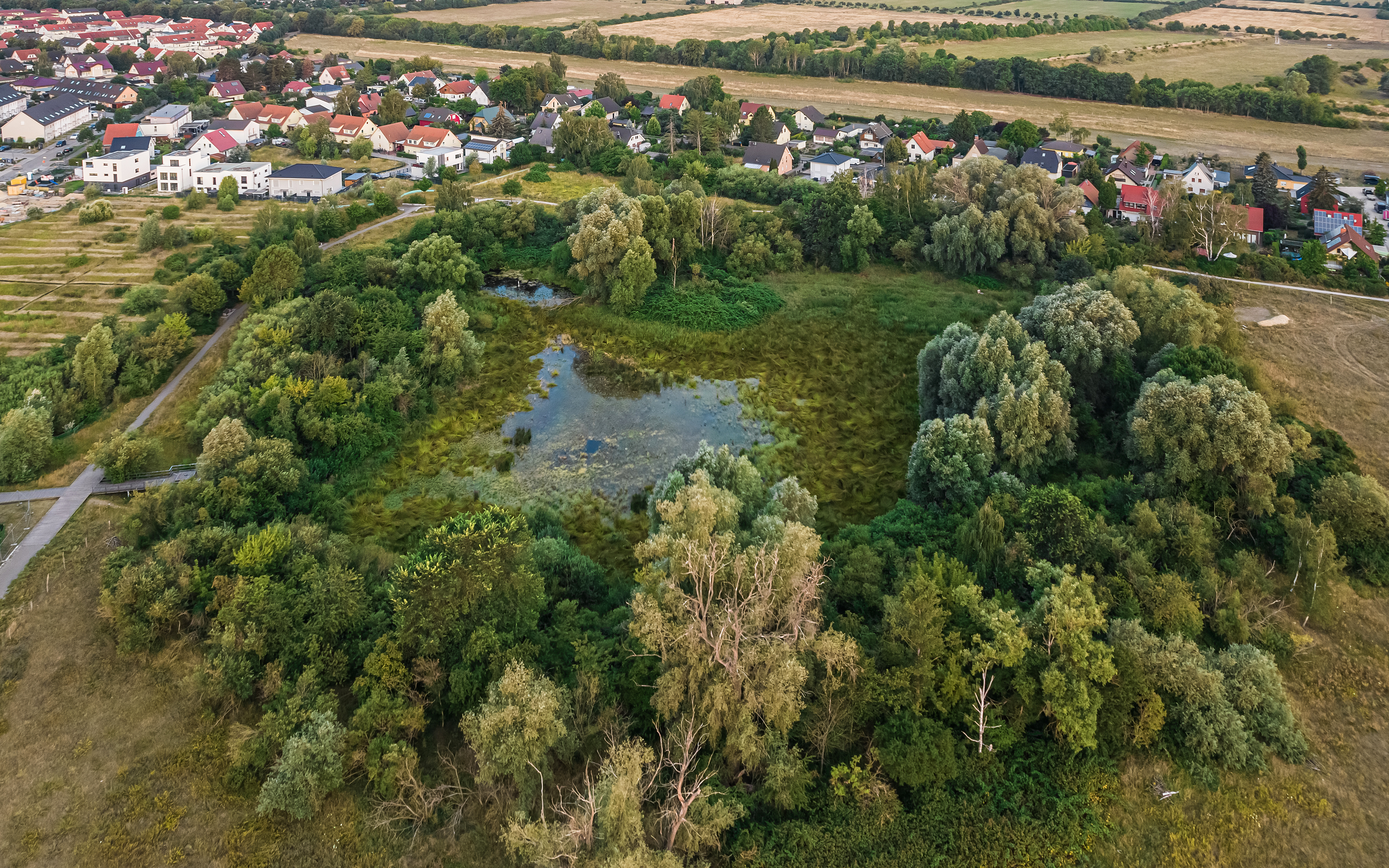
Luftbild des Gehrensees

Eine Aussichtsplattform gibt zurzeit den Blick auf den von Sträuchern, Gehölz und einem 1,20 m hohen Zaun umgebenen Gehrensee frei. Der See dient als Naherholungsgebiet, in dem sich wieder seltene Tierarten ansiedeln sollen.

## Wohnsiedlung
Südlich des Sees, auf dem Gelände der ehemaligen Kaserne, ist die Errichtung einer Eigenheimsiedlung geplant. Der Bau der geplanten 725 Häuser und einer Kindertagesstätte auf der 320.000 Quadratmeter großen Fläche sollte im Herbst 2013 beginnen und bis 2018 abgeschlossen sein. Dem Bauherrn, der Deutschen Eigenheim AG, nach sollte das Architekturbüro Graft die etwa 200 Millionen Euro teure Siedlung auf einer Fläche von etwa 132.000 m² mit bis zu 500 2-4geschossigen Häusern ab Herbst 2015 bauen.
Jedoch erst, nachdem die kommunalen Berliner Wohnungsunternehmen Gewobag, Gesobau und Howoge das Wohngebiet für 245 Millionen Euro erworben hatten, begannen Ende 2017 die Bauarbeiten.